# 楊德強
楊德強（1961年7月4日—），香港公務員，曾擔任體育專員及元朗民政事務專員等要職。他1984年加入港英政府，最初在皇家香港警務處任職警務督察，但於1994年轉投政務主任職系，再被派至多個部門任職。他在擔任元朗民政事務專員時曾處理錦綉花園大道通行權爭議，以及統籌設立天秀墟。
他是業餘運動員，除曾擔任香港大學足球隊隊長並在1984年獲選港大全年最佳運動員外，也曾以南華體育會手球隊隊長身份取得香港手球聯賽冠軍，亦擔任過香港壁球總會壁球聯賽委員會委員。因此，熱愛體育的他曾被港府委任為馬術項目統籌總監，以籌備由香港承辦的2008年夏季奧林匹克運動會馬術比賽。他在2016年2月成為首任體育專員，負責一切香港體育政策，在多次延任下直至2022年10月底離任。他在退休後於2023年10月獲港府邀請復出擔任全國運動會統籌辦公室主任，策劃2025年全國运动会在香港的比賽。

## 早年生活
楊德強於1961年7月4日出生，小時候與父母居於公共屋邨。雖然父母並不熱忱體育，但他自小對運動有強烈興趣。他於就讀皇仁書院時開始參與訓練及比賽，身兼手球、足球及籃球代表。他和同學與老師成功提昇書院在香港學界體育聯會比賽的成績，除贏取手球和排球冠軍外，田徑項目亦由最差級別提昇至最佳組別。同時，他在讀書時期也是足球迷，曾早上六時起床為到海軍球場觀看東昇體育會及香港流浪足球會操練，亦視仇志強為偶像。
楊及後入讀香港大學，並加入港大足球隊，更曾擔任隊長。除學界運動外，他也是南華體育會的手球隊成員，亦在1980年至1982年擔任隊長，曾奪得香港手球聯賽冠軍。他在1984年港大取得文学士學位，畢業前更獲選為港大全年最佳運動員。

## 公職生涯

### 殖民地時期
楊德強於1984年大學畢業後，隨即在同年7月16日加入港英政府，於皇家香港警務處任職警務督察，同期入職受訓的同窗包括後來擔任警務處處長的盧偉聰。他於1987年7月如期晉升為高級警務督察，更於1992年5月進一步擢升為總督察。與此同時，他在1993年於香港中文大學工商管理碩士畢業。不過，他在警務處任職近10年之際，於1994年7月10日改為投身政務主任職系。他入職後獲派於北區政務處任職，及後在1996年初轉至布政司署教育統籌科出任助理教育統籌司，曾就职业教育的政策協助副教育統籌司張建宗在香港立法局上答辯。

### 主權移交後初期
楊德強在香港主權移交後，改為任職財經事務局助理局長，負責公司管理政策。他在1999年參與修訂公司條例，放寬公司結構、營運紀錄及人員申報等規定及限制。他在2000年時轉任政制事務局助理局長，並在2002年香港政府架構改革後繼續在局內出任助理秘書長，其後亦曾轉職至隸屬於行政長官辦公室。在負責內地事務的同時，他在北京大学進修法学学士學位，並於2001年畢業。
楊在2004年1月12日被港府委任為創新科技署助理署長，雖然由決策局外派至行政部門，但他仍負責创新科技政策及發展的支援工作，偶爾會出席立法會會議並對外解釋部門的政策方向，當中包括為設立創新及科技基金和應用研究基金等陳述理據。及後，由於香港承辦2008年夏季奧林匹克運動會馬術比賽及2008年夏季殘疾人奧林匹克運動會馬術比賽，熟悉體育界的楊獲派至民政事務局出任其中一位馬術項目統籌總監，以籌備在香港奧運馬術比賽場地舉行的比賽。

### 元朗民政事務專員
楊德強在2008年10月6日起獲港府委任為元朗民政事務專員，並在同日被奉為官守太平紳士。然而，錦綉花園大道通行權爭議在他上任前後白熱化並在2009年3月再起衝突，港府以收地及維修成本過高為由拒絕回購建議令談判拉倒後，擁有道路業權的居民封路以致交通癱瘓。雖然楊與運輸署助理署長羅鳳屏到場調停，但居民、村民及貨櫃車司機卻互相挑釁，隨後更有肢體碰撞。及後，新田鄉鄉事委員會主席文富穩到場調停才令居民散去。接著，新界鄉議局主席劉皇發亦加入斡旋，亦在劉羅楊文四人及各方代表於茶敘後達成共識，由楊向元朗區議會申請150萬港元撥款維修大道，換取居民在日間非繁忙時段開放大道。及後，楊在5月8日親自在區議會的地區設施管理委員會會議上介紹工程及提出撥款建議，而工程最終亦在10月19日竣工。

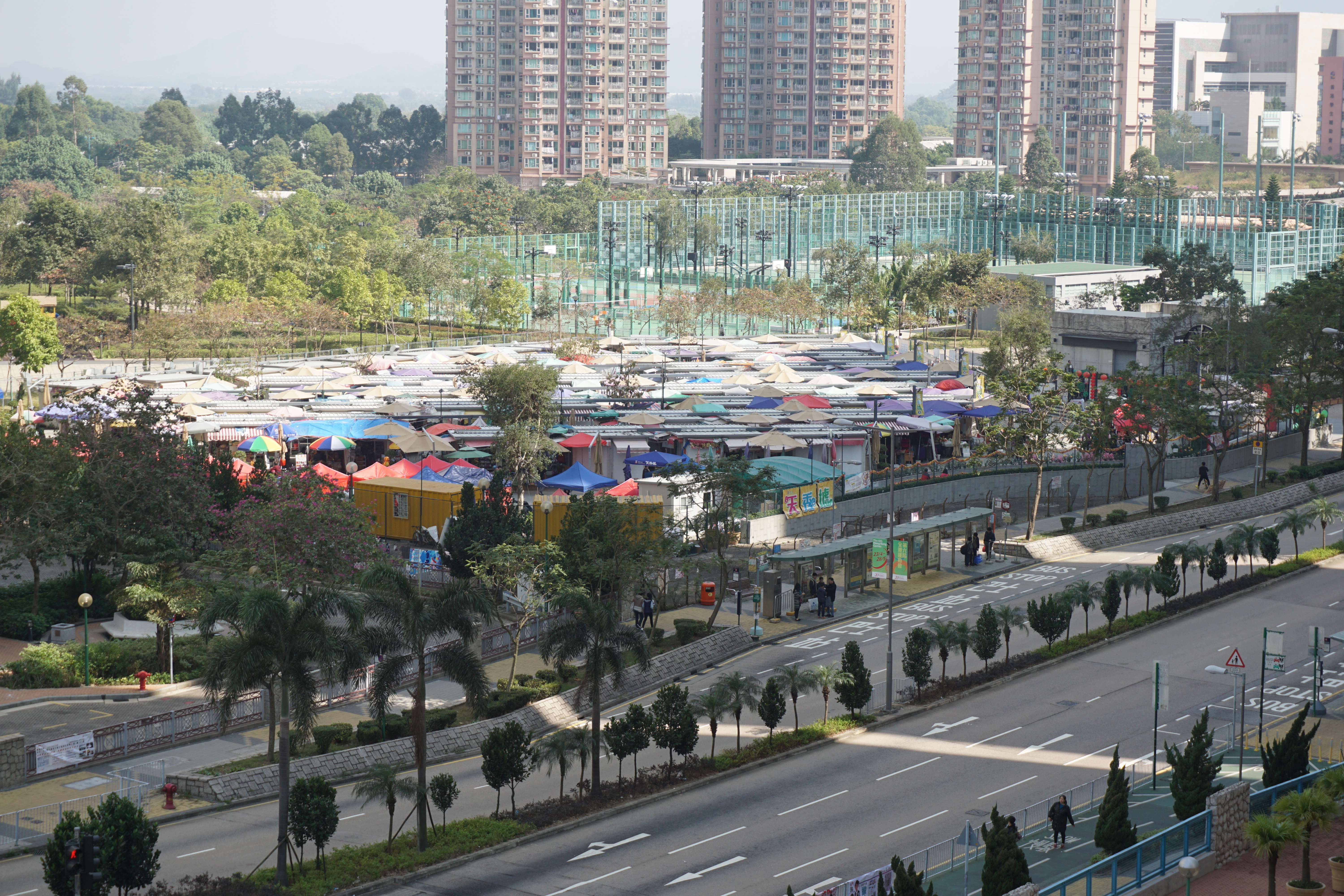
天秀墟由楊德強統籌各部門合作設立

元朗區包括當時被喻為「悲情城市」的天水圍新市鎮，楊在港府關注下致力透過各項措施抹除該市的刻板印象。他繼續原有的社區建設計劃，並與博愛醫院合作提供青少年及家庭服務宣揚健康生活，亦曾就2009年人類豬型流感疫情舉辦防疫簡報會。熱愛運動的他在出任專員時推動地區體育發展，除了協助元朗區代表隊在2009年及2011年的全港運動會取得總冠軍外，亦為元朗足球會及天水圍飛馬足球會增加和改善訓練場地及設施。同時，針對天水圍昂貴的物價，港府著令他在2012年起統籌設立天秀墟為天水圍居民提供價格相宜的零售點。他在2013年1月8日後結束元朗民政事務專員任期，並由麥震宇接任。

### 重返政總
楊德強在卸任地區專員後返回政府總部，並被擢升為財經事務及庫務局副秘書長，負責在庫務科為工務工程安排庫務工作。在任內，他更迅速於2014年初晉升至首長級乙級政務官，並在同年7月1日再次獲委任為官守太平紳士。不過，自行政長官梁振英上台後，泛民主派常在香港立法會以拉布形式阻撓議事進度，而楊在2014至15年財政年度負責的21個工程項目因延誤導致成本上升達十億港元以上，當中香港佛教醫院重建工程更須重新招標。
楊在庫務科約3年後，於2015年12月中被調職為民政事務局副秘書長，以接替退休的麥敬年，楊因而再次出任與體育政策有關的崗位。他出任的副秘書長職位為專責香港體育的最高級官員，職責包括體育發展政策及規劃策略，大至大型體育活動事務，小至普及體育及公共康樂設施等，同時他亦須跟進香港體育學院的新發展計劃。

### 體育專員
雖然梁振英早在2012年參選行政長官時在政綱提出委任體育界人士擔任體育專員以推動香港體育文化發展，但民政事務局局長曾德成在2014年經研究後認為方案不可行。不過，體育專員在2016年施政報告中被落實，而非體育界人士的楊德強則被安排於同年2月1日上任。面對外界的質疑，楊表示政府經研究後認為政務官比體育界人士更適任專員職務，更指具不少管理經驗的公務員也熟悉體育事業，亦不諱言直指體育專員與原副秘書長職位在職責及職級均等同。
楊擔任體育專員的工作目標為延續麥敬年任內定立的體育普及化、精英化和盛事化方針，負責項目為宣傳奧運會、包括啟德體育園、將軍澳足球訓練中心在內的體育設施審視和提升體育總會管治質素，其後才全面檢討香港體育政策。另外，他在上任後亦即時因寨卡病毒疫情，而為參與2016年里約熱內盧奥运会的運動員安排賽前預防病毒簡介會、賽事防禦病毒用品及賽後驗血測試等安排。

#### 啟德體育園

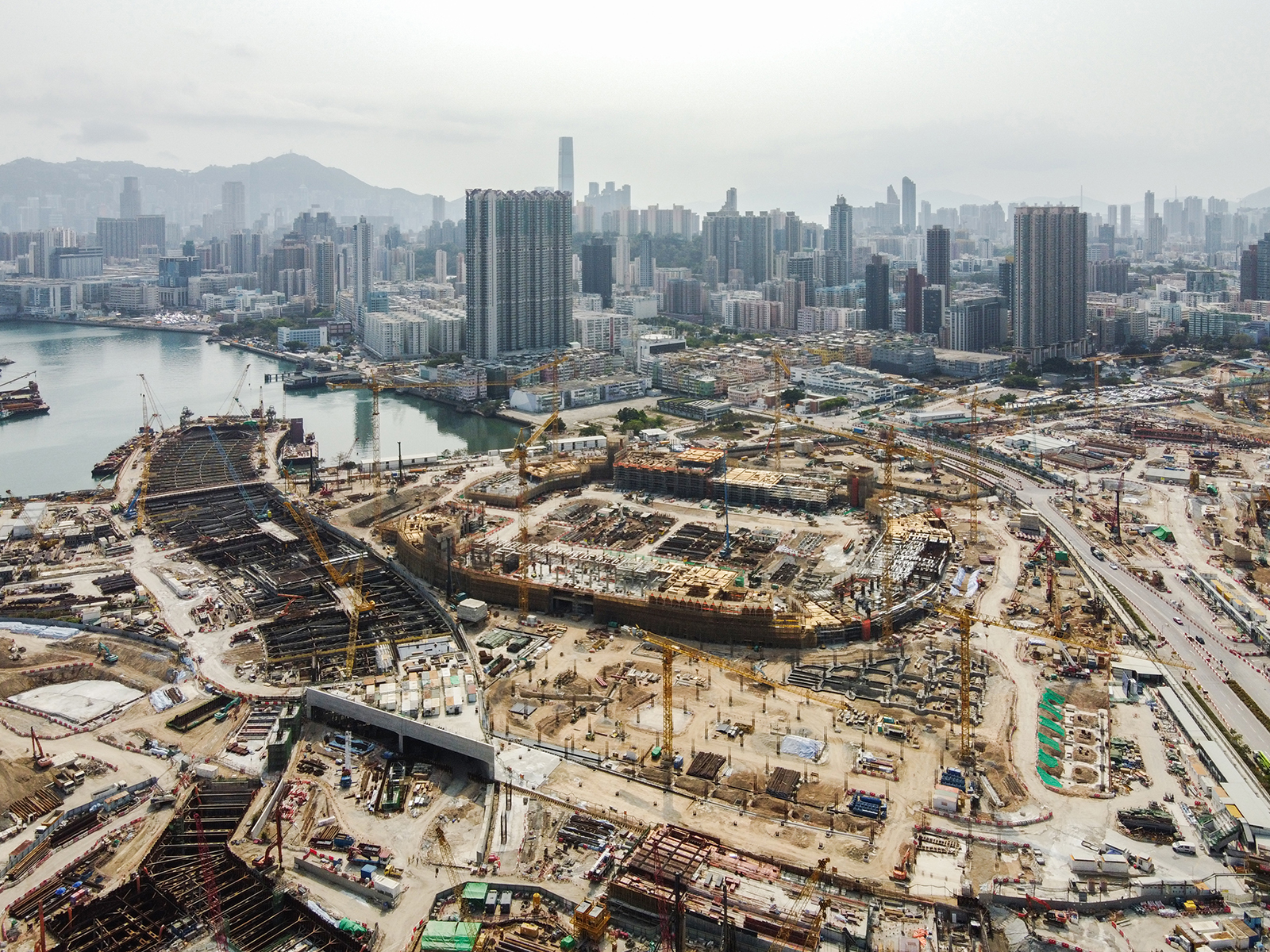
2021年時啟德體育園的施工地盤

啟德體育園在楊德強上任後立即開始計劃，惟他指成本將會超出2009年時估算的250億港元，但就因設施有需求而反對稱之為大白象工程。政府在研究及諮詢後，決定以BOT模式提供25年營運權給項目中標公司，但又出資319億港元的巨額建造費用，另外更向落選者提供高達6千萬港元的補償，引來官商勾結的爭議。面對外界質疑，楊解釋政府出資因項目初期難逃虧損，而落選補償只為吸引競爭而非黑箱作業下找花瓶，並強調如方案拉倒重來的成本會再次上漲約18億港元。最終，方案獲香港立法會通過，港府其後在2018年12月將項目批出予新世界發展，並於2019年4月時在行政長官林鄭月娥、民政事務局局長劉江華、常任秘書長謝凌潔貞及楊等人主禮下動工。
因2019冠狀病毒病香港疫情，啟德體育園的進度備受關注，楊在香港電台上表示合約列明延誤罰款為每天430萬港元，而超支將按一般政府工務工程的方式處理。同時，針對成本高昂及私人營運影響下的營運問題，他亦解釋場租將參考康樂及文化事務署及非政府組織之間的定價，而合約更訂明體育園每年須預留大型活動及公眾開放時段，相信可滿足大型活動及公眾需要。他及後承認建築材料送港出現延誤，但估計不影響完工日期。
楊在2021年8月初表示啟德體育園在啟用後將會承辦更多國際排名及計分賽，以助香港運動員獲取進入奥运会或亚运会等大型比賽的資格。另外，中國國務院在同月26日宣佈由粵港澳三地共同主辦2025年的第十五屆全國運動會，楊表示體育園主場館既可舉辦橄欖球及足球比賽，而室內體育館亦可舉辦乒乓球及羽毛球等比賽，可在考慮場地和市民喜好後再作決定。及後，他亦明言會按計劃在體育園落成後將香港國際七人欖球賽等大型項目由香港大球場轉移至此，並在運作完善後縮減大球場規模。

#### 足球發展

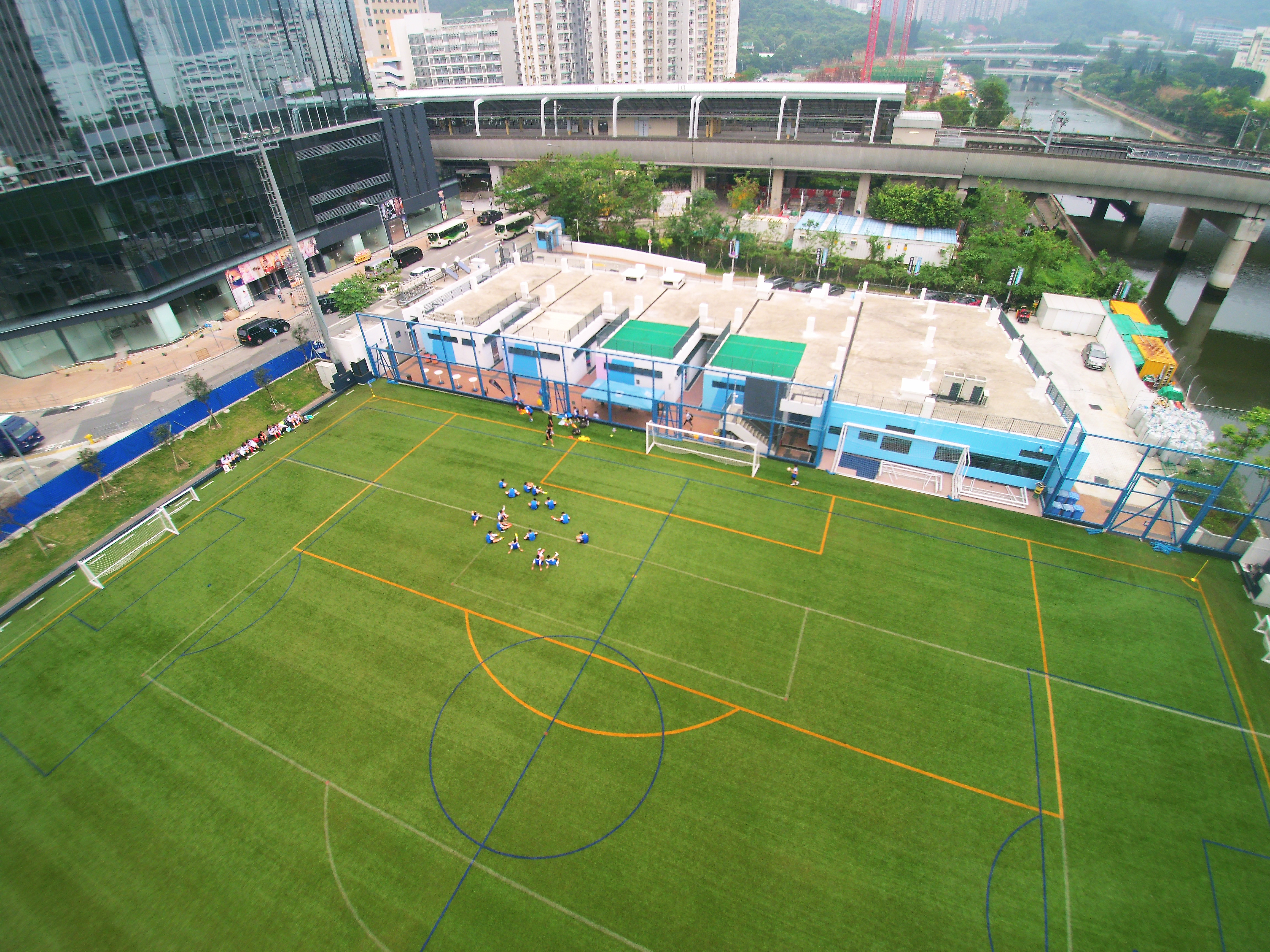
港府原計劃收回賽馬會傑志中心土地予房屋署

房屋署在2016年9月下旬私下向沙田區議會徵詢收回啟用僅一年的賽馬會傑志中心作房屋用途，引起足球界人士及公眾不滿，不論建制派及民主派的議員均為此發聲。雖然公眾就事件議論紛紛，但楊德強沒有就事件發言及公開跟進，因而被指沒有盡責協調有關體育的跨部門工作。港府在數日後表示將分拆項目並安排中心土地在稍後才發展，而首期發展因反對聲音過多而被香港城市規劃委員會在2017年10月否決，整個計劃最終作罷。
南華足球隊在2017年6月宣佈退出香港超級足球聯賽，震驚香港體育界，矛頭直指政府欠缺政策支援。楊在城市論壇以2017年英超亞洲盃門票熱賣、東方足球隊的亞足聯冠軍聯賽賽事有高入座率等解釋政府對發展香港足球不遺餘力，亦強調港府每年為香港足球總會及各地區隊伍投放數以億計的撥款。
及後，足總的第二個政府五年資助計劃在2020年完結，而審計署在同年4月發出報告則指足總存在管理及帳目混亂等14項不足。不過，楊此時仍在立法會內外為足總再次申請資助辯護，亦指新計劃會有部分撥款繞過足總直接發放球會，會用得其所。新的三年撥款在同年7月通過後，他公開告誡足總及球會須改善管理及提昇專業水平，並專注青訓系統，不應期望提交任何申請均會獲批。
在2021年11月，楊在檢視新的五年計劃後，認為足總已著手改善行政問題，不過他批評香港足球業界認為允許本地足球赌博可推動球業發展，並反駁該概念在上並無先例，亦無充分論證。

#### 呂麗瑤事件
香港田徑運動員呂麗瑤在2017年11月因#我也是運動而公開曾被前教練性侵犯，楊德強在12月3日被問及有關問題時對事件沒有回應，被追問會否為體育界就性骚扰制定指引時同樣保持沉默，再被問及是否不重視事件時更僅以「特首已經回應」作答，並立即登上官方坐駕離開。楊的迴避態度引起公眾嘩然，更被批評為港府帶來隱瞞及推卸責任的形象，亦有聲音指他作為體育專員沒有籍機會完善體育界的性別管理制度。
及後，平等機會委員會及中國香港體育協會暨奧林匹克委員會於體育界內推動教育及宣傳防止性騷擾，雙方亦針對民情在2018年1月舉行研討會，並邀請楊一同出席。不過，楊在會後解釋因香港警務處已就案件採取行動而不評論事件，但表示民政事務局會與平機會及港協暨奧委會合作，使性騷擾在體育界中絕跡。

#### 2019冠状病毒病疫情
2019冠状病毒病疫情影響全球，港府因此關閉香港所有体育场地，各個體育聯賽亦告暫停。就參與2020東京奧運的香港運動員，楊德強為需要外出訓練的運動員安排豁免，例如及後在東京奪得兩枚銀牌的何詩蓓在2020年12月的國際游泳聯盟賽事完結返港後仍可每天外出訓練。及後，港足總與港府在楊協調下於2021年2月初達成復賽協議，即使觀賽人士須配戴口罩及分隔座席，但足球員可在比賽時免除口罩等限制措施。在2021年5月，東方龍獅籃球隊舉行球員須戴上口罩的表演賽，楊到場觀賽並表示願與香港籃球總會探討無口罩復賽的措施。最終，港府在同年7月放寬限制，使得籃總可以在球員無口罩下復賽。
然而，港府就疫情訂立的出入境限制令香港足球員難以出戰2022年世界盃亞洲區外圍賽第二圈、2021年亞足聯冠軍聯賽及2021年亞洲足協盃，足總及球會均派代表要求港府放寬限制，允許在與民眾有足夠的分隔措施下豁免隔離檢疫作賽。最終，楊統籌有關工作，促使香港足球代表隊成員在2021年6月的世界盃外圍賽後回港後獲准參與球會訓練及亞協盃比賽。
另外，楊曾在2021年8月完成與香港田徑總會就渣打香港馬拉松賽事完成商討，在同年10月在防疫限制之下重辦香港馬拉松。防疫限制措施包括大減賽事總名額、海外跑手賽事隔離防疫、參賽者必須接種2019冠状病毒病疫苗及擴闊水站的範圍等。不過，楊並未為香港最大型的體育盛事香港國際七人欖球賽提供豁免安排，並提出橄欖球運動較多身體接觸，以及無觀眾比賽亦難維持收支平衡。在延任期間，田總因第五波疫情下港府不明確的嚴厲管制而於2022年9月16日取消2022年香港馬拉松；被受批評的楊在四日後與田總達成協議將賽事以延期名義改至2023年2月舉行，實為取消一屆，而汲取教訓的他成功在防疫限制下協調2022年香港國際七人欖球賽改於同年11月舉行。

#### 2020東京奧運

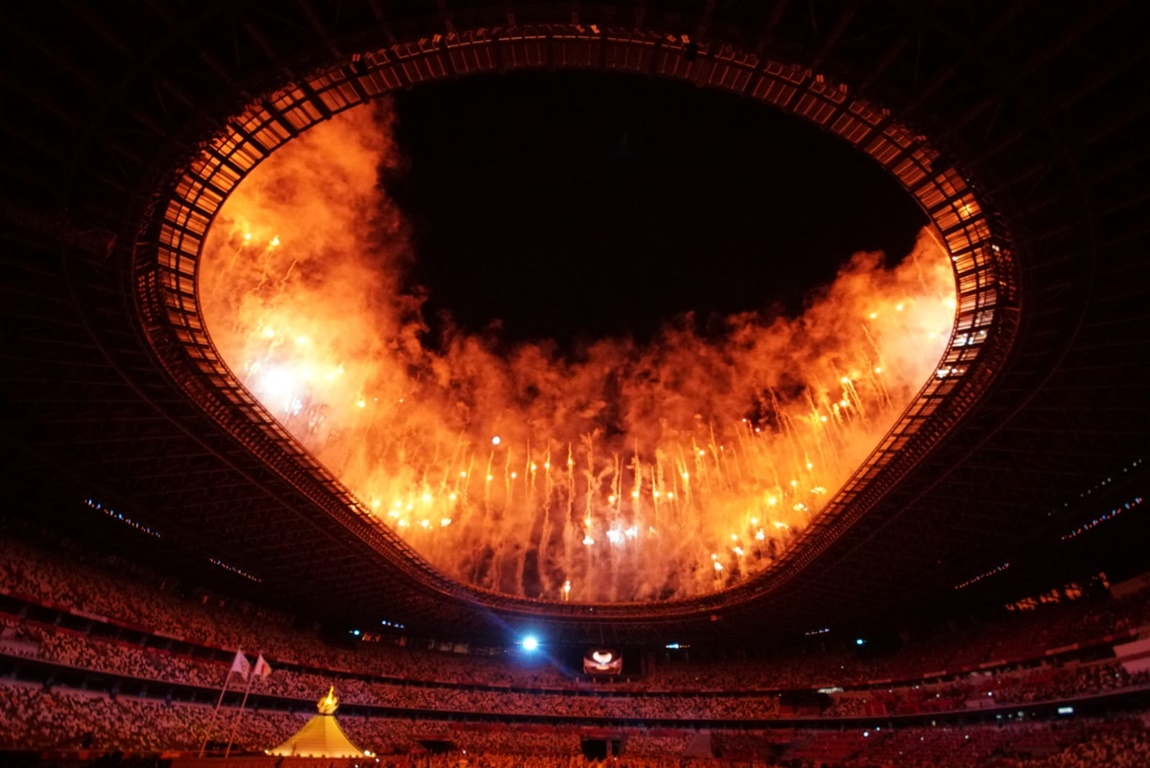
楊德強負責統籌香港五家電視台聯合轉播及採訪2020東京奧運

港府在2021年5月宣佈斥資購入2020東京奧運的轉播權供香港五家電視台播放，並由楊德強負責統籌播放安排及組織聯合採訪團。然而，香港的公共廣播單位香港電台則未有參與奧運轉播計劃引來非議，楊對外解釋港台未有直播器材及相關經驗，故只可播放精華片段。就轉播條件，他規定各台必須分工轉播港隊全數賽事，並在奧運後一年內播放香港運動員的賽事。
因反對逃犯條例修訂草案運動未完全平息，香港立法會多名建制派議員憂慮運動員在奧運期間作反政府的政治表態，楊則解釋運動員在出發前有既定文件簽署，當中包括不可在運動場上表達政治訴求的條款。不過，民建聯成員穆家駿在會期內批評香港羽毛球手伍家朗以沒有香港區徽的全黑衣作賽並要求他退賽，而伍則解釋因欠缺球衣贊助商及未獲港府批准使用區徽所致，矛頭亦轉向港府、港協暨奧委會及香港體育學院。最終，楊指指事件純屬誤會，並表示如伍及早求助能有不同處理方式，亦促請各界專注運動員表現及放下事件，惟伍在受政治壓力下失準出局。事件過後，楊否認政府協調不力及回應過慢的指控，並認為羽毛球總會與運動員之間可改善溝通。
楊在會期內多次陪同林鄭月娥觀看表現優異的香港東奧代表隊比賽。不過，張家朗為香港取得歷來第二面金牌後，楊指出香港劍擊隊成績是多代人的努力，並不會因此而為劍擊項目投放額外資源。奧運完結後，他決定重面審視重點資助體育項目的評選方式，但就重申獎牌並非唯一考慮因素。另外，他亦澄清在奧運前早已為劍擊隊制定包括加設訓練場地的長期發展計劃，故才沒因奧運奪金而再提供額外支援。

#### 延任與退休

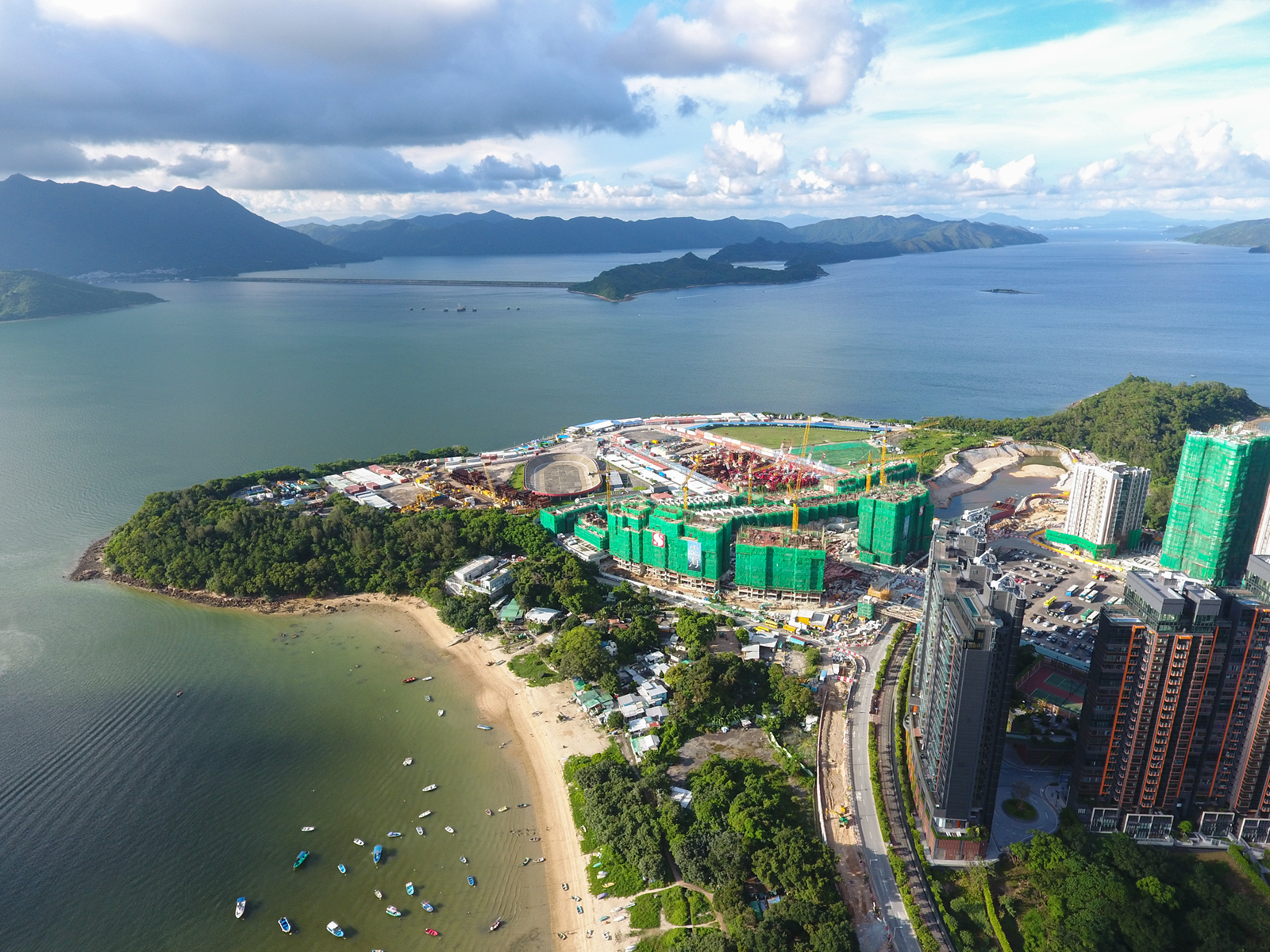
楊德強在延任體育專員期間落實於馬鞍山白石興建體育園

楊德強於2021年7月年滿其公務員合約的退休年齡，但因2020東京奧運延期至同年7月至8月舉行而獲港府延任4個月，延後至2021年11月才從公務員系統退休及卸任太平紳士。不過，他在2021年11月時再獲港府以合約制形式續任一年，亦為港府提供更多時間物色體育專員的繼任人。他在續任後回應渣打香港馬拉松賽會將「香港加油」定義為政治信息時指出需視乎使用者的動機及表達的訊息，並指在一般情況下使用「加油」不會違法。
在延任期間，除了須負責2022年亞洲運動會的準備工作，楊亦處理多個體壇事件。在2022年4月，他斥責香港男子籃球代表隊以缺乏資金為由退出2021年亞洲盃籃球賽資格賽，並指出港籃總可向政府申請資助參賽。雖然港籃總及後解釋因政府在疫情下封鎖比賽場地導致無法備戰才退賽，但楊迫使港籃總重新申請出賽。然而因疫情持續，2022年亞運會延後至2023年舉行，而亞洲盃籃球賽資格賽亦因此延誤及縮減賽程。另外，元朗大球場在楊延任期間關閉及動工重建，而位於馬鞍山新市鎮白石的白石體育園計劃亦得以落實及公佈。體育專員一職，亦由2022年7月1日起由隸屬民政事務局改為隸屬文化體育及旅遊局。
楊在2022年10月31日後結束體育專員任期，惟港府仍因未能在內部選出熟悉體育者擔任繼任人令專員職位懸空，而他亦鼓勵退役運動員參與公開招募來加入政府。然而，他在卸任前認為疫情過去後大型賽事自然會重返香港，而且港府在他卸任時所實施的防疫限制對運動員已經是影響輕微，惟對旅客仍有一定不便。他離任後由鄭青雲署任專員，直至2023年8月方由黃德森接任。

### 全運會
在享受退休生活的楊德強獲港府邀請復出擔任全國運動會統籌辦公室主任，於2023年10月16日履新，負責策劃2025年全國運動會在香港舉行的比賽，並協調香港與澳門和广东省合辦的協調事宜。

## 個人生活

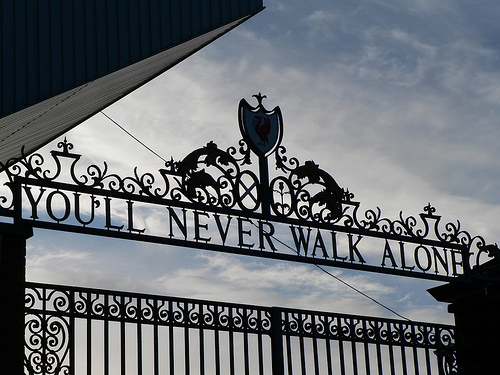
楊德強與兩名兒子均是利物浦足球俱乐部的球迷

楊德強已婚並育有兩子，長子樂文精於曲棍球及壘球，而幼子樂言則擅長舉重。他的兩名兒子均曾成為青年足球員，而長子更曾入選香港13歲以下足球代表隊。楊的兒子曾就讀般咸道官立小學，而長子亦曾在凝動香港體育基金實習。在楊退休前，他的兩名兒子已移居歐洲。
楊的工餘運動主要為壁球，更擔任香港壁球總會壁球聯賽委員會的委員，亦是香港足球會足球場的常客。他的家庭視體育為共同興趣，即使在假期亦以安排體育運動為主，因此體育事宜佔據了他的工作及休班時間。他亦因受兒子們的影響而成為利物浦足球俱乐部的球迷，亦幾乎每年全家均會前往晏菲路球場觀賽。

## 榮譽

### 殊勳
- 官守太平紳士（J.P.）（2008年10月6日－2013年1月8日[26]；2014年7月1日－2021年10月29日[44]）

### 頭銜
- 楊德強，JP（Yeung Tak-keung, JP，2008年10月6日－2013年1月8日[26]；2014年7月1日－2021年10月29日[44]）

## 外部連結
- 楊德強的個人官方領英頁面

| 政府职务      | 政府职务                                     | 政府职务      |
| ------------- | -------------------------------------------- | ------------- |
| 前任： 陳欽勉 | 元朗民政事務專員 2008年10月6日－2013年1月8日 | 繼任： 麥震宇 |
| 新頭銜        | 體育專員 2016年2月1日－2022年10月31日        | 繼任： 黃德森 |